# Abdulah al Zani
Abdulah al Zani (n. ¿?, Libia, 1954) es un político y militar libio. El 5 de agosto de 2013 fue nombrado ministro de Defensa  en el gabinete de Alí Zeidan y, tras una moción de censura contra este, fue designado el 11 de marzo de 2014 como primer ministro de Libia.
Al Zani ocupó este cargo hasta el 8 de abril de 2014, fecha en la que dimitió anunciado amenazas contra su familia. Sin embargo, el Congreso Libio fue incapaz de encontrarle un sustituto, por lo que el cargo le fue devuelto el 9 de junio de 2014. 
En agosto de ese mismo año estalló una guerra civil en la nación entre el Congreso y un nuevo órgano legislativo, la Cámara de Representantes, que había sido elegida mediante sufragio, si bien el Congreso se negaba a transpasarle sus funciones. Al Zani se posicionó a favor de la Cámara y desempeñó la dirección de su Ejecutivo desde la ciudad de Al Baida, pero el Congreso nombró en Trípoli a su propio primer ministro, Omar al Hasi.
La comunidad internacional reconoció la legitimidad de al Zani, hasta que en mayo de 2016, Naciones Unidas diseñó un Gobierno de Acuerdo Nacional transitorio, con Fayez al-Sarraj siendo designado primer ministro. Al Zani y su gabinete, no obstante, no reconocieron esta decisión y siguieron gobernando con el respaldo de la Cámara.

## Carrera militar y política
Al Zani nació en Libia en el año 1954. Militar de carrera, se formó en la academia militar de la ciudad de Bengasi. En los años 80 fue preso político. Posteriormente siguió con su carrera militar, en la que llegó incluso al rango de coronel.
Tras la guerra civil libia de 2011, pasó a ser miembro del Consejo Nacional de Transición (CNT). Seguidamente tras la caída del régimen de Muamar el Gadafi el poder fue trasferido a un parlamento, el Congreso General de la Nación, con sede en Trípoli. El 5 de agosto de 2013 fue nombrado por dicho órgano ministro de Defensa, en sucesión de Mohamed Mahmud al Bargazi.

## Primer ministro del Congreso General (marzo de 2014-septiembre de 2014)

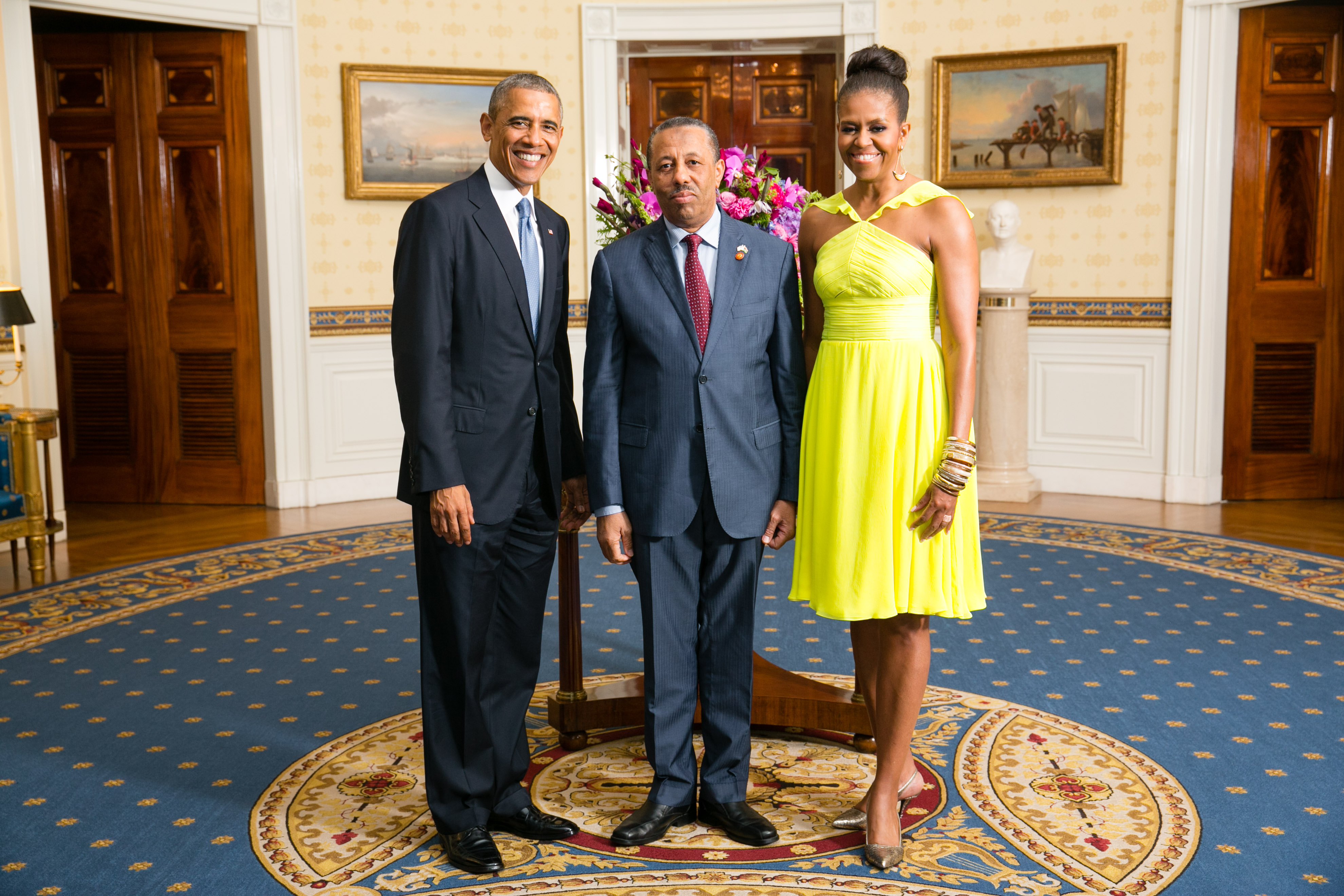
El presidente Barack Obama y la primera dama Michelle Obama con Abdulah al Zani

En marzo de 2014, el barco MV Morning Glory, con bandera norcoreana, intentó extraer de manera clandestina petróleo del puerto del Golfo de Sidra, que estaba en manos de los rebeldes federalistas de Ibrahim Jadran, contrarios al gobierno central de Trípoli, por aquel entonces presidido por Alí Zeidan. La operación fue descubierta por las autoridades libias y el barco fue interceptado con la ayuda de los Estados Unidos, pero desembocó en una nueva crisis política al gabinete del primer ministro Zeidan, que fue oficialmente destituido el 11 de marzo de 2014 tras perder una moción de censura.
El 11 de marzo de 2014, el Congreso decidió al-Thani sucediera Zeidan de forma interina, pero el propio al-Thani quiso renunciar a su cargo el 8 de abril de 2014 después de que su familia recibiera varias amenazas.
El político Ahmad Mitig se postuló para sucederle, y reunió en el Congreso 113 votos, siete menos de los necesarios para ser proclamado primer ministro. Sin embargo, cuando la ceremonia ya se había clausurado, llegaron a la votación otros diputados que estaban ausentes. Tras un nuevo recuento, Mitig llegó a los 121 votos, suficientes para adquirir el cargo. El presidente del Congreso, Nuri Abu Sahmain, dio la votación como válida y le nombró primer ministro al día siguiente, el 5 de mayo.
El 25 de mayo, Mitig presentó su propuesta de Consejo de Ministros en una reunión discreta a la que acudieron noventa parlamentarios, ochenta y tres de los cuales aprobaron su propuesta de gabinete. Sin embargo, cuatro días más tarde, el Ministerio de Justicia se pronunció sobre la ceremonia de votación en la que había sido elegida, declarando que ésta era contraria a la constitución. Ante esta situación, el saliente primer ministro al-Zini se negó a traspasarle sus competencias. 
En este nuevo escenario, el Congreso General quedó dividido entre quienes apoyaban la legitimidad de Mitig (mayormente los diputados islamistas del Partido Justicia y Construcción y de Unión por la Patria), y los que se oponían a su elección, entre ellos el vicepresidente de la cámara, Ezzidine al-Awami. Ello, unido a las tensiones ideológicas, provocó que la poralización en el Congreso fuera máxima, estando constantemente bajo riesgo de fragmentación.
El 9 de junio la Corte Suprema de Libia declaró, tras revisar el caso, que el proceso de elección había sido "inconstitucional" y que el cargo debía de ser devuelto a al-Zini de forma provisional. Mitig aceptó esta decisión y presentó su renuncia oficial por carta.

## Primer ministro de la Cámara de Representantes (septiembre de 2014-presente)
En 2014 estalló en Libia una nueva guerra civil cuando la mayoría de miembros del Congreso General perdieron su cargo de diputado tras unas elecciones y se negaron a reconocer la validez de los comicios. Los nuevos diputados electos (en su mayoría de ideología liberal, frente a los islamistas del Congreso) crearon su propio parlamento, la Cámara de Representantes de Libia, con sede en Tobruk.
Al-Thanni y su gabinete se posicionaron a favor de la Cámara y se trasladaron a la localidad de Al Baida, próxima a Tobruk. El Congreso, por su parte, respondió cesando a Thanni y creando un nuevo Gobierno de Salvación Nacional, con el yihadista Omar al-Hassi a la cabeza. Libia se encontró fragmentada entre dos parlamentos y dos ejecutivos.
En un principio la comunidad internacional reconoció la legitimidad de Al-Thanni, pero más adelante Naciones Unidas buscó una figura de consenso, Fayez al-Sarraj, para unir de nuevo a todo el país bajo un mismo poder, el Gobierno de Acuerdo Nacional. A pesar de que Sarraj se proclamó, el 12 de marzo de 2016, primer ministro con el apoyo de buena parte del país y el reconocimiento de la comunidad internacional, al-Thanni se negó a ceder su cargo hasta que éste fuera oficialmente ratificado por la Cámara. La autoridad de al-Thanni sobre el país, no obstante, es casi nula.